# Pusillimonas noertemannii
Pusillimonas noertemannii es una bacteria gramnegativa del género Pusillimonas. Fue descrita en el año 2005, es la especie tipo. Su etimología hace referencia al científico Bernd Nörtemann. Es aerobia y móvil por flagelos polares. Tiene un tamaño de 0,5-0,8 μm de ancho por 1-1,5 μm de largo. Forma colonias circulares, marrones y con márgenes enteros. Temperatura óptima de crecimiento de 37 °C. Tiene un genoma de 3,9 Mpb y un contenido de G+C de 61,8%. Se ha aislado del río Elba en Alemania. 